# Muži, kteří nenávidí ženy
Muži, kteří nenávidí ženy (švédsky Män som hatar kvinnor) je detektivní román švédského spisovatele Stiega Larssona. Vyšel v roce 2005 v češtině 2008 v překladu od Azity Haidarové. Román je prvním dílem pentalogie Milenium, následující díly: Dívka, která si hrála s ohněm, Dívka, která kopla do vosího hnízda, Dívka v pavoučí síti a Muž, který hledal svůj stín (poslední dvě jmenovaná díla jsou dopsány autorem Davidem Lagercrantzem).

## Kompozice románu
Kniha je rozdělena na čtyři části (Výzva, Konsekvenční analýzy, Fúze a Hostile Takeover), dále je rozdělena na 29 kapitol plus epilog a prolog. Příběh se odehrává v průběhu jednoho roku (přesněji od 20. prosince jednoho roku do 30. prosince roku druhého) ve Švédsku, převážně ve městě Hedestad a na přilehlém ostrově Hedeby a ve Stockholmu. Kniha je založena na dvou dějových liniích (pátrání Mikaela Blomkvista a život hackerky Lisbeth Salanderové), které se spojí do jediné.

## Děj
Novinář a spoluvlastník časopisu Milénium Mikael Blomkvist (zkráceně Kale) žije ve Stockholmu. Je obviněn z křivého nařčení finančníka Hans-Erika Wennerströma z ilegální činnosti. Soud uznal Mikaela vinným a ten je odsouzen ke krátkodobému odnětí svobody. Před nástupem trestu, nedlouho před Vánoci, mu zavolá průmyslník Henrik Vanger a požádá ho, aby mu pomohl vypátrat jeho nezvěstnou vnučku Harriet Vangerovou, po které sám bezúspěšně pátrá už téměř čtyřicet let. Mikael nejprve odmítá, nakonec ale souhlasí. Henrik mu nabídl nejen velkou finanční odměnu, ale i důkazy proti Wennerströmovi. Záminkou pro pátrání na ostrově je sepsání kroniky rodu Vangerů. Mikael se zabydluje v Hedeby a začíná s pátráním.
Čtyřiadvacetiletá hackerka Lisbeth Salanderová díky své asociální povaze ani nedokončila základní školu a je zbavená svéprávnosti. Její otec je pravděpodobně mrtev a matka se nachází v domově s ošetřovatelskou péčí, takže Lisbeth žije pod dozorem poručníka Holgera Palmgrena, kterého musí pravidelně navštěvovat. Poté, co Palmgrena raní mrtvice, stává se jejím poručníkem advokát Nils Bjurman, který Lisbeth upře právo spravovat své vlastní finance. Když se Lisbeth rozbije notebook, přichází za Bjurmanem s žádostí o peníze na nový. Bjurman ji přinutí k orálnímu sexu, za což jí „zaplatí“ jejími vlastními penězi. Lisbeth nepodá hlášení na policii, protože v oficiální cesty spravedlnosti nemá důvěru.
Mezitím Mikael pátrá po jakékoliv stopě, která by ho dovedla blíže k Harriet. Pod záminkou, že píše kroniku, se vyptává příslušníků rodiny Vangerových a pomocí jejich výpovědí a starých fotografií se snaží najít případného vraha. V Harrietině deníku nachází jména s čísly, ale nemá ponětí, k čemu čísla odkazují.
Na příští schůzku s Bjurmanem s sebou Lisbeth vezme kameru skrytou v tašce. Když Bjurman Lisbeth brutálně znásilní, vše je zaznamenáno na video. Ani tentokrát se Lisbeth neobrátí na policii a rozhodne se vzít spravedlnost do vlastních rukou. Při další návštěvě Bjurmana omráčí paralyzérem, sváže ho a vyhrožuje mu, že video zveřejní, pokud ji nenechá volně disponovat s jejím účtem a nevzdá se jejího poručnictví. Bjurman souhlasí, než ho však Lisbeth propustí, vytetuje mu na hruď nápis „Jsem sadistické prase“.
Lisbeth pracuje jako externistka pro bezpečnostní firmu Milton security, kde však o jejích hackerských praktikách nemají ani tušení. Pro klienty firmy vyhledává různé informace o lidech a jednou z jejích zakázek je prověřit i Mikaela. Poté, co se Mikael rozhodne využít při svém pátrání pomoc profesionálního vyšetřovacího asistenta, najme si prostřednictvím Milton security Lisbeth. Během vyšetřování Mikael odhaluje Lisbethiny hackerské schopnosti a sblíží se s ní i intimně. Zjišťují, že záhadné číselné kombinace z Harrietina deníku jsou biblickými citacemi a že jsou na stopě sériového vraha, vraha spousty nevinných žen, prostitutek a ilegálních přistěhovalkyň. Spolu odhalí, že pachatelem je Martin Vanger, bratr Harriet a že Martina v násilnických praktikách už od čtrnácti let zaučoval jeho již zesnulý otec Gottfried.
Když zjistí, že byl odhalen, pokusí se Martin Mikaela zabít. Život mu zachrání svým včasným zásahem Lisbeth. Martin uniká, zahyne však při autonehodě v hořícím autě. Mikael ví, že Martin Harriet spolu se svým otcem, a později i sám znásilňoval, ale že není jejím vrahem. Pátrání pokračuje.
Mikael odposlouchává telefon Harrietiny přítelkyně Anity Vengerové a zjišťuje, že Harriet je naživu. Žije pod falešným jménem (Anita Cocharanová) na farmě v Austrálii a má tři děti. Mikael se s ní setká a ona se přizná k vraždě svého otce Gottfrieda, který ji od čtrnácti let znásilňoval, k čemuž nutil i jejího bratra Martina. Ve své bezvýchodné situaci se Harriet obrátila na Anitu, která jí pomohla k útěku do Austrálie. Nyní, po Martinově smrti se Harriet vrací zpět za svým dědečkem Henrikem. Mikaelův úkol je u konce. Slíbené informace o Wennerströmovi, které od Henrika obdrží, mu však nejsou k užitku – celá záležitost je dávno promlčená.
Za Lisbethiny pomoci se Mikaelovi nakonec podaří Wennerströma usvědčit. O jeho nekalých praktikách napíše bestseller Bankéř mafie. Henrik Vanger přesvědčí Mikaela, aby o jejich případu pomlčel, protože by uškodil celé rodině Vangerových a především Harriet. Mikael sice nerad, ale souhlasí. Kroniku rodu Vangerů vůbec nenapíše.

## Zajímavosti
- Lisbeth je, podle Larssonových slov, dospělou Pipi Dlouhou punčochou (od spisovatelky Astrid Lindgrenové).[1]
- Lisbethina internetová přezdívka je „Wasp“, což anglicky znamená Vosa (jedno z Lisbethiných tetování)

## Filmové adaptace
- 2009 Muži, kteří nenávidí ženy (Män som hatar kvinnor) – švédsko-dánsko-německo-norský film. Režie: Niels Arden Oplev, hrají: Michael Nyqvist, Noomi Rapace, Lena Endre.
- 2011 Muži, kteří nenávidí ženy (The Girl with the Dragon Tattoo) – americký film. Režie: David Fincher, hrají: Daniel Craig, Rooney Mara, Stellan Skarsgård, Robin Wright, Christopher Plummer, Joely Richardson.

## Audiokniha
- 2011 Muži, kteří nenávidí ženy - Milénium 1. Čte: Martin Stránský, režie: Jitka Škápíková, délka nahrávky: 14 hodin 37 minut.